# Cortodera impunctata
Cortodera impunctata là một loài bọ cánh cứng trong họ Cerambycidae.